# 이랜시스
이랜시스(Elensys Co. Ltd.)는 대한민국의 가전 부품 및 디지털도어록 기업이다. 본사는 인천광역시 서구 파랑로466번길 30 (청라동)에 위치해 있으며 대표이사는 심재귀이다.

## 사업
생활 및 청정가전(비데, 정수기, 의류청정기, 공기청정기, 청소기 등), 보안솔루션(디지털도어락 부품) 사업을 영위하며 주요 고객사는 삼성전자와 코웨이이다.

## 역사
2002년에 설립되었다.

## 상장
2019년 12월 스펙 합병을 통해 코스닥시장에 상장하였다. 

## 같이 보기
- 이랜텍

## 참고 문헌
1. ↑  김정우, 한국IR협의회 기업리서치센터 기술분석보고서-이랜시스, 2023.10.12
2. ↑  이민희, IBK투자증권 상장 주관사 의무 Update 보고서-이랜시스, 2021. 12. 9